# Человек, потерявший лицо
Не путать с более поздним вариантом этого же романа «Человек, нашедший своё лицо».
«Человек, потерявший лицо» — фантастический роман Александра Беляева, опубликован в 1929 году, посвящён применению достижений эндокринологии для изменения человеческого тела и возникающим в связи с этим этическим проблемам. В 1940 г. роман был радикально переработан и вышел под названием «Человек, нашедший своё лицо», в котором действуют те же персонажи и существуют те же сюжетные линии.

## История
Роман был впервые опубликован в 1929 году в журнале «Вокруг света» (1929, № 19−25). В 1963 году роман вошёл в 8-томное собрание сочинений писателя в издательстве «Молодая гвардия».

## Сюжет
Сан-Франциско. Комик-карлик Тонио Престо стал одним из самых знаменитых и богатых киноактёров Америки благодаря своему уродству, контрастирующему с огромным драматическим талантом. Однако его успех в кино не помогает ему в личной жизни. Гедда Люкс, красивейшая актриса страны, постоянно отказывается стать его женой. Узнав о существовании русского доктора Сорокина в Сакраменто, исправляющего физические недостатки, Престо в тайне от всех выезжает к нему, чтобы исправить своё уродство, мечтая о женитьбе на Гедде Люкс и настоящих драматических ролях в кино. Сорокин, используя гормональную терапию, возвращает Престо тело и лицо, которые должны были бы быть у него, если бы не заболевание кретинизмом. Престо стал высоким красавцем, но в результате его не узнал даже его слуга. Гедда Люкс с трудом убеждается, что незнакомец — действительно Престо, но вновь отказывает ему, так как он теперь - никому не известный человек с заурядной для молодого актёра внешностью. Карьера актёра также невозможна по той же причине: владелец кинокомпании мистер Питч использовал его уродство для раскрутки, но не хочет вновь вкладывать капитал в продвижение нового образа Престо. Отчаявшись, Престо устраивает прощальный вечер для всех знакомых, на котором произносит речь и неожиданно исчезает. Через какое-то время в городе начинает действовать преступная банда, атаман которой способен изменять внешность. Банда не грабит дома, а лишь заставляет людей пить какую-то микстуру... После того, как, по мнению полиции, атаман, наконец, убит, все участники прощального вечера начинают превращаться в уродов: Питч безумно жиреет, Гедда Люкс безудержно растёт, достигая 287 см, а её жених Лоренцо Марра становится уродливым карликом. Хуже всех приходится губернатору штата, который превращается в негра и испытывает на себе все условия расовой дискриминации. Они догадываются, что стали жертвами мести Тонио Престо. Доктор Сорокин вылечивает их, но вместо благодарности вынужден уехать из Америки. На палубе парохода, отходящего в Европу, он встречает Престо, в очередной раз изменившего свою внешность… На этом книга заканчивается.
Особенности сюжета
- В романе описаны такие заболевания, возникающие из-за гиперфункции гипофиза, как гигантизм и акромегалия.
- Гедда Люкс достигла 287 см, превысив рост «мифического великана Махнова», который составлял 285 см.

## Персонажи
- Антонио Престо — знаменитый американский комик итальянского происхождения, продюсер
- Гедда Люкс — одна из красивейших актрис Голливуда
- Гофман — оператор
- мистер Питч — владелец кинокомпании «Питч и Ко»
- Сорокин — русский доктор-эндокринолог в Сакраменто
- Себастьян — слуга Престо
- Лоренцо Марра — актёр, ставший мужем Гедды Люкс
- Курц — банкир и шантажист
- лорд Радклиф, Король — главари банд